# (9224) Železný
(9224) Železný est un astéroïde de la ceinture principale.

## Description
(9224) Zelezny est un astéroïde de la ceinture principale. Il fut découvert le 10 janvier 1996 à l'Observatoire Kleť par Miloš Tichý et Zdeněk Moravec. Il présente une orbite caractérisée par un demi-grand axe de 2,37 UA, une excentricité de 0,13 et une inclinaison de 5,1° par rapport à l'écliptique.

## Compléments